# San San
Cet article concerne San San. Pour la commune française, voir Sansan. Pour la mégalopole en Californie, voir SanSan.
San San (サンサン, Trois Trois, parfois orthographié Sansan) est un jeu vidéo de go sorti en septembre 1994 sur Mega Drive, uniquement au Japon. Il était compatible avec le réseau Sega Meganet permettant de jouer en ligne à plusieurs. Il a été développé et édité par Sansan Co., Ltd.

## Point du goban
Le terme san-san désigne un point précis du goban situé à l'intersection de la troisième ligne et de la troisième colonne (san signifie « trois » en japonais). Ce point du goban joue un rôle très important dans la théorie du jeu de go. C'est notamment le point faible du hoshi, qui permet en général d'envahir et de vivre dans le coin.
Le san-san est également joué en ouverture de partie, et permet d'occuper le coin en un coup seulement. Le point faible du san-san est sa position basse, qui rend les développements difficiles vers le centre du goban.